# Izh Oda
Pour les articles homonymes, voir Izh.
La Izh Oda  est une berline compacte produite à Ijevsk en Russie de 1990 à 2005, par le constructeur automobile russe Izh.

## Histoire
Depuis le milieu des années 1970, la direction de l’usine Izhmash tente de se démarquer de la production de Moskvitch, notamment des berlines 412, déclinées en de multiples carrosseries par le constructeur d’Ijevsk. Quelques prototypes sont construits, notamment une traction nommée Izh-19, mais c’est une berline compacte à roues arrière motrices qui reçoit le feu vert de la production, en 1984.
Étudiée en collaboration avec l’université de Moscou, la Izh 2126, son nom en interne, reprend le moteur de la Moskvitch 412, et modernise la transmission de cette dernière. Elle est présentée sur l’hippodrome d’Ustinov (le nom d’Ijevsk à l’époque) en novembre 1987, sous le nom d’Orbita. Mais un autre constructeur ayant déposé cette appellation, la 2126 devient Izh Oda.
Mise au point au milieu des années 1980, son dessin rappelle celui de ses compatriotes Moskvitch Aleko et Lada Samara, à laquelle elle emprunte d'ailleurs ses phares.
La production démarre en novembre 1990, à faible cadence. Au fil des ans, la gamme se développe et accueille un pick-up (type 27171) et un éphémère break, nommé Fabula, qui est produit à partir du printemps 2004. Ces deux versions sont également disponibles avec une transmission intégrale. Au début des années 2000, les modèles de la gamme reçoivent des 1600 et 1700 d’origine Lada.
Confronté à des graves difficultés financières, Izh s’allie au coréen Kia en 2005, et la berline Spectra est produite à Ijevsk à partir du 27 juin de la même année. Quelques jours plus tard, les dernières Oda et Fabula tombent des chaînes.

## Galerie

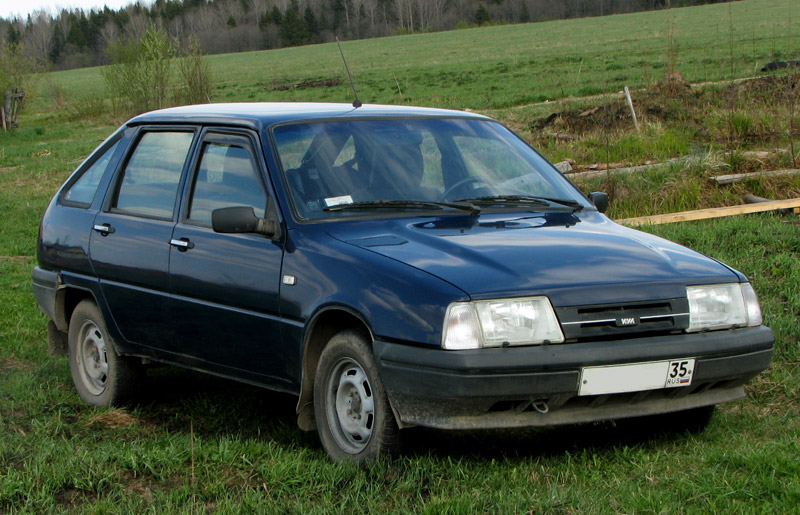
Izh Oda, vue avant
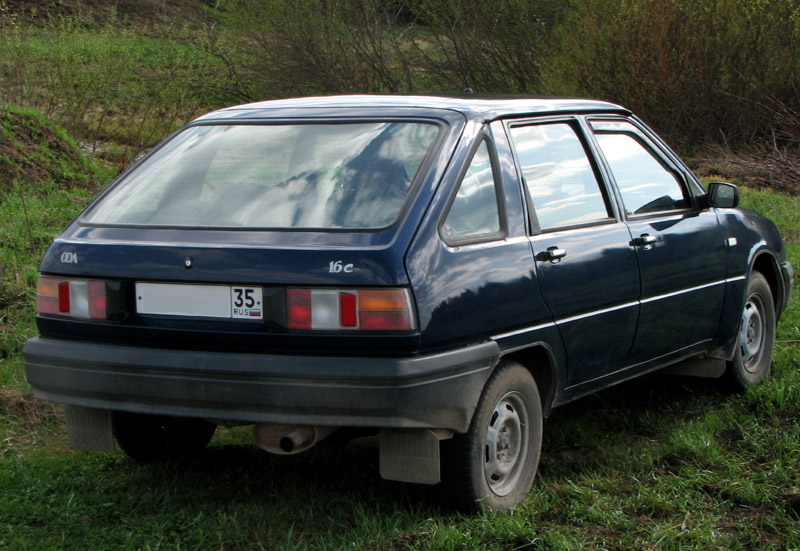
Izh Oda, vue arrière.

## Source bibliographique
- Voitures des pays de l'Est, Bernard Vermeylen, E-T-A-I